# Ülker

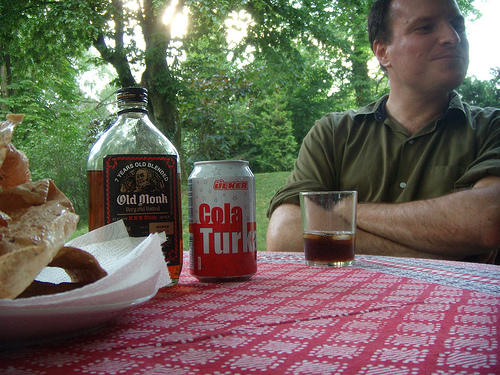
Cola Turka från Ülker

Ülker Gıda är en turkisk producent av olika matprodukter, grundat 1944 av Sabri Ülker, som vid den tiden drev ett litet bageri i Istanbul. Företaget har fortfarande sitt säte där. Företaget exporterar till 78 länder. Företagets kärnverksamhet är kakor, smällkarameller och choklad, även om företaget producerar annat också. Bland de nya produkterna finns koladrycken Cola Turka som blev en framgång när den lanserades på den turkiska marknaden 2003. Företaget blev utsett till "Candy Company of the Year in Europe" av European Candy Kettle Club 2004. I december 2007 köpte Ülker chokladtillverkaren Godiva från Campbell Soup Company för 850 miljoner dollar.